# Шепилово (Кировоградская область)
Шепи́лово (укр. Шепилове) — село в Голованевской поселковой общине Голованевского района Кировоградской области Украины.
Население по переписи 2001 года составляло 574 человека. Почтовый индекс — 26534. Телефонный код — 5252. Занимает площадь 1,616 км². Код КОАТУУ — 3521488301.